# Narodowa Partia Robotnicza
Narodowa Partia Robotnicza (NPR) – polska partia polityczna, działająca w latach 1920–1937. NPR odwoływała się do klasy robotniczej, jednak w przeciwieństwie do partii marksistowskich głosiła program solidaryzmu narodowego. Na czele NPR stali m.in. Karol Popiel, Ludwik Waszkiewicz, Adam Chądzyński. Do bastionów politycznych NPR należały tereny dawnego Królestwa Prus – Pomorze, Wielkopolska i Górny Śląsk.

## Historia
NPR powstała z połączenia Narodowego Związku Robotniczego z zaboru rosyjskiego i Narodowego Stronnictwa Robotników, które działało na ziemiach dawnego zaboru pruskiego oraz na Śląsku. Kongres Zjednoczeniowy NZR i NSR odbył się 23–24 maja 1920 w Warszawie. W momencie utworzenia partia liczyła 370 tys. członków. Pod wpływem NPR pozostawały liczne organizacje społeczne: Zjednoczenie Zawodowe Polskie, Związek Towarzystw Polek, Związek Młodzieży Pracującej „Jedność”, Związek Polskich Stowarzyszeń Spożywców, Polskie Towarzystwo Kultury i Oświaty Robotniczej „Pochodnia”. Partia włożyła wiele wysiłku w pomoc dla III powstania śląskiego w 1921. W wyborach parlamentarnych w 1922 r. NPR uzyskała 5,4% głosów, dzięki czemu w Sejmie I kadencji miała 18 mandatów, co stawiało ją jako szóste stronnictwo parlamentarne.
NPR od początku rozdzierały konflikty między propiłsudczykowską lewicą związaną z ruchem zetowym (np. Antoni Ciszak) a ciążącymi ku prawicy elementami chadeckimi (np. Stanisław Wachowiak). W 1920 ujawniła się „narodowo-socjalistyczna” opozycja radykalna (Kazimierz Dagnan, Władysław Ludwik Evert), silna zwłaszcza w Zagłębiu Dąbrowskim. W 1921 część działaczy przeszła do Chrześcijańskiej Demokracji a w 1922 oderwała się Narodowa Partia Pracy. NPR walczyła na dwa fronty z endecko-chadecką prawicą i socjalistyczno-komunistyczną lewicą starając się zachować centrową pozycję. Popierała m.in. rządy Ponikowskiego i Grabskiego, uczestniczyła w rządach Skrzyńskiego i Witosa (1926).
Po przewrocie majowym w 1926 NPR podzieliła się – część działaczy (A. Ciszak. B. Fichna, K. Dagnan, L. Waszkiewicz) poparła działania Piłsudskiego, tworząc tzw. NPR-Lewicę. Tymczasem pozostała część partii (Adam Chądzyński, Karol Popiel, Jan Stanisław Jankowski, F. Roguszczak) zreorganizowana na kongresie w Toruniu (17–18 października 1926) przeszła do opozycji. W wyborach do Sejmu w 1928 NPR poniosła porażkę uzyskując tylko 2,0% głosów. Początkowo rozważano przystąpienie do Obozu Wielkiej Polski, potem (1928–1929) próbowano stworzyć blok centrowy wspólnie z Chrześcijańską Demokracją i PSL „Piast”, wreszcie NPR weszła do Centrolewu.
W latach 30. NPR systematycznie słabła tracąc m.in. wpływy w Zjednoczeniu Zawodowym Polskim. By wyjść z kryzysu próbowano w latach 1935–1936 zjednoczyć narodowy ruch robotniczy tworząc wspólnie z Narodowym Stronnictwem Pracy i Partią Narodowych Socjalistów tzw. Narodowy Obóz Pracy. Wobec fiaska tego projektu NPR poparła Front Morges, co wywołało opór ekstremistów zarówno lewicowych (prokomunistyczna radykalizacja ZMP „Jedność” 1936–1937) jak prawicowych (opanowanie niektórych organizacji NPR przez Ruch Narodowo-Radykalny Falanga). Pomimo to VII Kongres (9 października 1937) zadecydował o połączeniu. W 1937 doszło do połączenia NPR z Chrześcijańską Demokracją i utworzenia Stronnictwa Pracy.

## Ideologia i program
Ideologia NPR wychodziła z założenia, że ludzkość dzieli się na narody, te zaś – na klasy społeczne. Wynikał stąd solidaryzm narodowy i społeczny: polska klasa robotnicza, jako przynależna do narodu polskiego, ma wspólne z innymi klasami interesy narodowe. Najwyższą suwerenną organizacją porozumienia narodowego i społecznego jest państwo – „organizacja, której zadaniem jest wyrównywać sprzeczności i doprowadzić zatargi do porozumienia”. Celem najwyższym partii było zupełne wyzwolenie polityczne i społeczne klasy pracującej, czyli wszystkich ludzi, którzy żyją z własnej pracy fizycznej lub umysłowej (a nie z dochodów od kapitału). Wyzwolenie owo mogło się dokonać jedynie w nowym ustroju społecznym, w którym usunięty zostałby wyzysk. Jak to ujął program Zjednoczenia Zawodowego Polskiego, miał to być „ustrój lepszy i sprawiedliwszy, ustrój wyzwolonej spod panowania kapitału Pracy”.
W nowym ustroju społeczeństwo panować miało nad życiem gospodarczym poprzez realizację planów harmonizujących interesy produkcji i pracy. Planowość osiągniętoby stopniowo uspołeczniając środki produkcji na rzecz państwa, samorządów, kooperatyw i związków zawodowych. Postępy uspołecznienia uzależniano od siły państwa, doskonalenia jego organizacji, potrzeb przemysłu, odpowiednio wysokiej wytwórczości, krótko mówiąc – od dojrzałości warunków technicznych i gospodarczych. Upaństwowienie rozpocząć się miało od tych dziedzin, które doszły do tak wysokiego stopnia koncentracji, że osobista inicjatywa właściciela przestała odgrywać już większą rolę. Byłyby to zarazem gałęzie gospodarki szczególnie ważne dla narodu i państwa. Natomiast dziedziny produkcji jeszcze nieskoncentrowane, nowe, wymagające ryzyka i indywidualnych zabiegów pozostawać miały prywatne tak długo, dopóki nie przekształciłyby się w towarzystwa akcyjne. W ten sposób, mimo planowości i kontroli państwa nad produkcją, zawsze istniałaby własność prywatna i przedsiębiorczość indywidualna. Podkreślić należy, że NPR opowiadała się za ewolucyjną, a nie rewolucyjną drogą przekształcenia ustroju. Walkę klas uznawali działacze NPR jako „czynnik rozwoju i fakt niewątpliwy”, ale tylko „w granicach interesów ogólnopaństwowych”.
Ustrój polityczny miał być, zdaniem NPR, oparty na zasadzie rządów większości – zdecydowanie odrzucano jakąkolwiek dyktaturę. Naród miał realizować swoją władzę poprzez jednoizbowy Sejm, wybierany w wyborach powszechnych, równych, tajnych, bezpośrednich i proporcjonalnych; obok Sejmu miała istnieć Izba Pracy, reprezentująca związki zawodowe i innych producentów. Partia wypowiadała się za szerokim samorządem terytorialnym, ale domagała się równocześnie unifikacji ziem Rzeczypospolitej. Wymiar sprawiedliwości powinny sprawować sądy przysięgłych. Państwo miało gwarantować swobody obywatelskie, w tym także równouprawnienie kobiet. Na straży niepodległości państwa stać miała silna armia.
W przeciwieństwie do partii marksistowskich NPR przywiązywała wielką wagę do kwestii narodowej. Partia uznawała prawo każdego narodu do niepodległości, a stosunki między narodami proponowała oprzeć na zasadach braterstwa i sprawiedliwości. Wewnątrz kraju miała obowiązywać zasada równości obywateli wobec powszechnych praw i obowiązków bez różnicy wyznania i narodowości. Zgodnie z tą zasadą działacze NPR uznawali prawo do autonomii mniejszości w wielonarodowej Rzeczypospolitej. Wyjątek stanowili Żydzi, których za mniejszość nie uznawano. Zdecydowanie odrzucano wszelkie przejawy „uprzywilejowania” Żydów (np. święcenie szabasu, nadanie językowi jidysz rangi urzędowej, możliwość uchylania się od powszechnych świadczeń na rzecz państwa itp.), zwalczano też „przewagę Żydów w gospodarce”. NPR uznając prawa obcych mniejszości etnicznych równocześnie walczyła o zapewnienie mniejszościom polskim poza granicami Rzeczypospolitej pełnej swobody narodowego rozwoju. Na uwagę zasługuje stanowisko NPR w sprawie religii. Choć religię uznawano za warunek rozwoju społeczeństwa, to zarazem jej wyznawanie pozostawiono sumieniom obywateli. NPR szanując katolicyzm jako wyznanie większości narodu domagała się jednak tolerancji religijnej. Stanowczo potępiano nadużywanie haseł religijnych i mieszanie się kleru do polityki.

## Poparcie w wyborach

### Sejm Śląski
| Wybory    | Głosy  | Głosy | Głosy | Mandaty | Mandaty |
| Wybory    | Liczba | %     | +/–   | Liczba  | +/–     |
| --------- | ------ | ----- | ----- | ------- | ------- |
| 1922      |        |       |       | 7/48    | —       |
| 1930 (I)  |        |       |       | 3/48    | 4       |
| 1930 (II) |        |       |       | 0/48    | 3       |

## Organy prasowe
- „Sprawa Robotnicza”
- „Głos Robotnika”
- „Polak”